# Schwinkendorf
Schwinkendorf – dzielnica gminy Moltzow w Niemczech, w kraju związkowym Meklemburgia-Pomorze Przednie, w powiecie Mecklenburgische Seenplatte, w Związku Gmin Seenlandschaft Waren. Do 31 grudnia 2012 była samodzielną gminą.